# Rogi (województwo małopolskie)

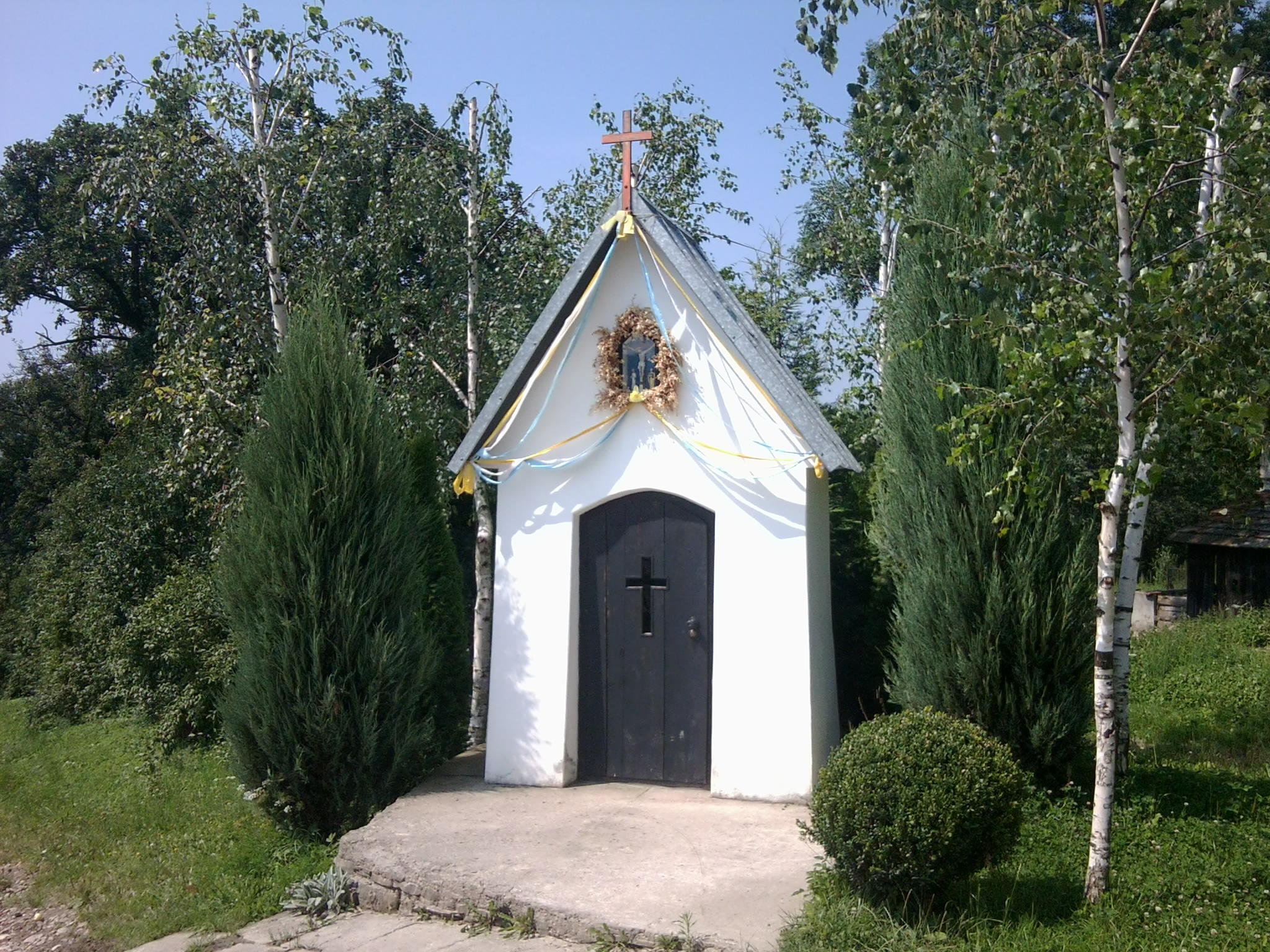
Kaplica Męki Pańskiej

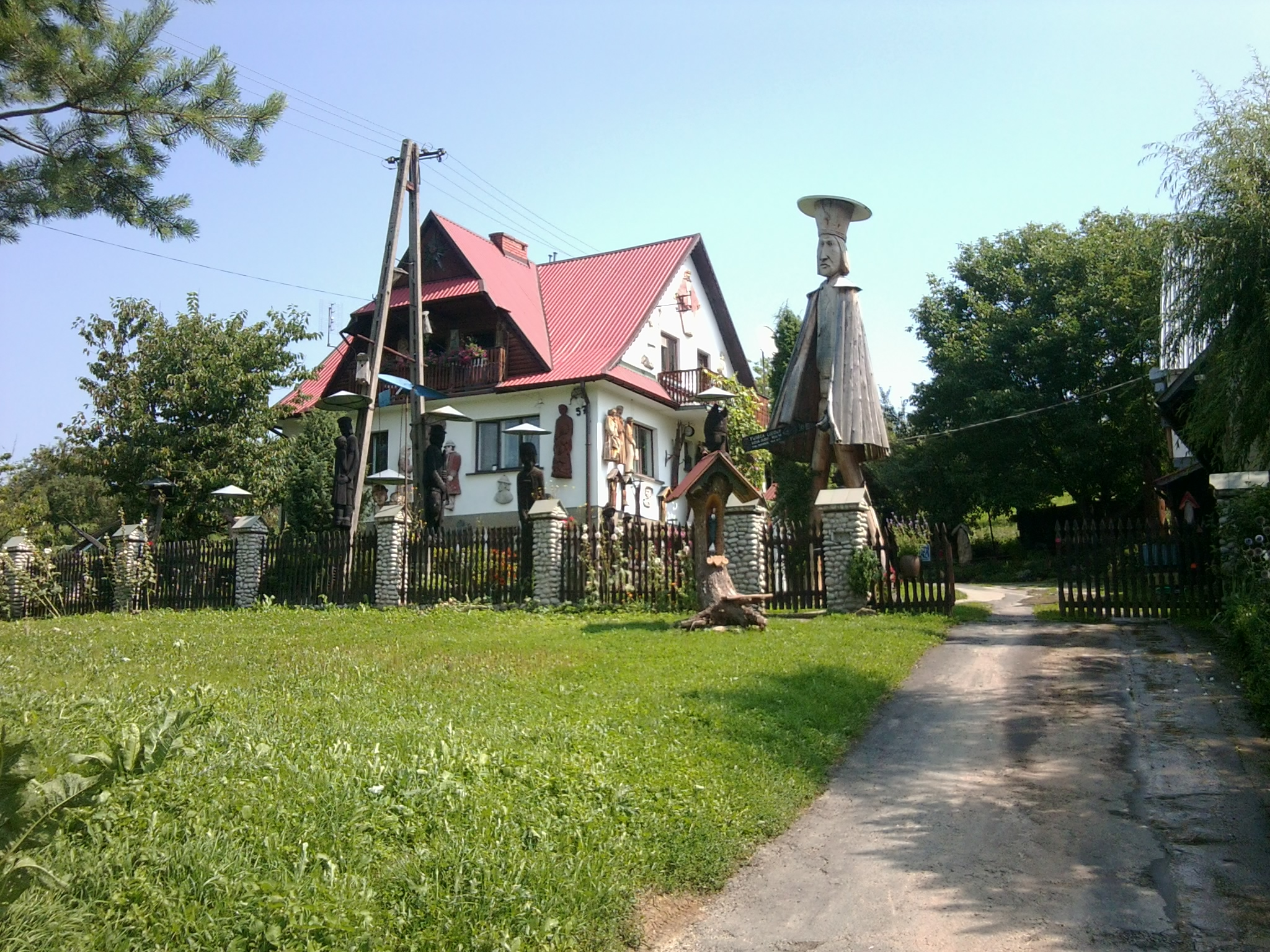
Skansen Rzeźby Monumentalnej

Rogi – wieś w Polsce położona w województwie małopolskim, w powiecie nowosądeckim, w gminie Podegrodzie.

## Położenie
Niewielka wieś położona w dolinie rzeki Słomka, w Kotlinie Sądeckiej, na wysokości od 350 do 450 m n.p.m. Graniczy z Olszaną, Naszacowicami, Juraszową, Podegrodziem, Mokrą Wsią oraz Owieczką. Zajmuje 2,51 km² (3,9% powierzchni gminy)).

## Toponimika nazwy
Nazwa wsi jest rzadkim na tym terenie przykładem nazwy rodowej. Pochodzi od nazwy starego szlacheckiego rodu Rogów, w przeszłości właścicieli wsi. Jan Długosz w „Liber beneficiorum dioecesis Cracoviensis” zapisuje nazwę wsi na dwa sposoby: Rogi i Rogy. W dokumantch z 1431 pojawia się Petro de Rogy, który był przedstawicielem tej rodziny, tak samo jak Sebastiansvs de Rogi – fundator obrazu z Kaplicy św. Anny w Podegrodziu.
Mieszkańcy nazwę wsi tłumaczą legendą: Pewnego dnia jeden z baranów uciekł do sąsiedniej wsi. Jedni mieszkańcy chwycili go za rogi, natomiast drudzy za tułów. Baranowi zostały urwane rogi, które pozostały po jednej stronie, a tułów po drugiej. Stąd nazwa Rogi i Owieczka.

## Historia
Pierwsze wzmianki o powstaniu wsi pochodzą z 1431. Należały do znanego rodu szlacheckiego Rogów. W 1581 r. wieś była własnością Marcisza Rogowskiego.
Podczas II wojny światowej w Rogach prowadzone było tajne nauczanie.
W czasie okupacji aktywna działalność prowadziły Bataliony Chłopskie, których imię nosi tutejsza szkoła podstawowa.
W latach 1975–1998 miejscowość położona była w województwie nowosądeckim.
Wierni Kościoła rzymskokatolickiego należą do parafii w Podegrodziu.

## Zabytki
- Kaplica Męki Pańskiej – wzniesiona w I poł. XIX w., z kamienia, otynkowana, kryta blachą, zamknięta półkoliście. Od frontu nad wejściem wnęka, w której znajdują się figurki: Chrystusa Ukrzyżowanego, Matką Boską i św. Janem Ewangelistą. Wewnątrz w ołtarzu obraz Św. Rodziny (z XVIII w.), gipsowa figurka Maryi Niepokalanie Poczętej, dwa świeczniki w kształcie aniołków, obraz Matki Boskiej Częstochowskiej oraz Pietà.
- Skansen Rzeźby Monumentalnej
- Warto zobaczyć stare dęby rosnące we wsi, jeden z nich jest pomnikiem przyrody
- Chałupa z Rogów, znajdująca się w Sądeckim Parku Etnograficznym

## Edukacja
- Szkoła Podstawowa im. Batalionów Chłopskich

## Sztuka
W Rogach mieszka Józef Lizoń, rzeźbiarz ludowy. Na terenie swojej posesji, wokół swojego domu i wewnątrz, utworzył Skansen Rzeźby Monumentalnej. Wykonał ponad 100 krzyży oraz 10 ołtarzy kościelnych. Swoje prace przedstawiał m.in. we Francji, Niemczech i Szwajcarii. Trzy rzeźby znajdują się w Muzeum Watykańskim. Rzeźbił również dla prezydenta USA – G. Busha, od którego otrzymał specjalne podziękowanie. W 1999 otrzymał nagrodę Krakowskiej Izby Rzemieślniczej. Jest członkiem Stowarzyszenia Lachów Sądeckich.